# Тычина, Михась
Миха́сь Тычи́на (настоящее имя Михаил Александрович Тычина, бел. Міха́сь Алякса́ндравіч Тычы́на; 10 февраля 1943, Ленинский, Якутская АССР — 7 ноября 2022, Минск) — белорусский писатель, литературный критик и литературовед. Доктор филологических наук (2001), профессор. Брат белорусского архитектора Владимира Тычины, двоюродный брат белорусского писателя Алеся Адамовича.

## Биография
Родился 10 февраля 1943 года в Нижне-Сталинске в семье ссыльного белорусского крестьянина. Отец, Александр Митрофанович Тычина, белорус, уроженец д. Заволочицы (ныне — Глусский район Могилевской области Беларуси), в 1930 году, во время политических репрессий в Белорусской ССР, как кулак сослан в Алданский улус Якутской АССР. Мать, Екатерина Степанавна Алашкина, русская, также была сослана в Якутию как кулачка. В 1947 году вместе с родителями вернулся на родину, в село Завалочицы Глусского района Могилевской области.
В 1964 году окончил филологический факультет Брестского государственного педагогического института. Непродолжительное время работал учителем на Пинщине. В 1964—1965 годах служил в Советской армии. В 1970 году окончил аспирантуру Института литературы имени Янки Купалы Академии наук БССР. С 1970 года работал ведущим научным сотрудником Института литературы и языка НАН Беларуси. С 1994 года преподавал литературу в Белорусском гуманитарном лицее имени Якуба Коласа.
Член Союза белорусских писателей (с 1976). Член Белорусского ПЕН-центра (с 1989).
Умер 7 ноября 2022 года в Минске.

## Творчество
Издаваться начала в 1963 году со стихов (Брестская областная газета «Заря»); как критик и литературовед с 1969 года (журнал «Маладосць»). Специалист в области литературоведческой экспертизы. Автор многочисленных личных и коллективных монографий, эссе, очерков, повестей, рассказов. Перевел ряд произведений и произведений Алеся Адамовича на белорусский язык. Один из авторов учебников и учебных пособий по белорусской литературе для начальной и средней школы.

## Избранная библиография
- Дажынкі. Аповесць і апавяданні. Мн., 1979
- Магчымасці рэалізму: Прычыннасць і гістарызм. (з В. Жураўлёвым). Мн., 1982
- Змена квадры: Зборнік літаратурна-крытычных артыкулаў. Мн., 1983
- Вяртанне: Аповесць пра Кузьму Чорнага. Мн., 1984
- Час прозы: Зборнік літаратурна-крытычных артыкулаў. Мн., 1988
- Аляксандр Пушкін і Якуб Колас. Мн., 1999
- Якуб Колас і руская літаратура першай паловы XIX ст.: Дыс….д-ра філал.навук. Мн., 2000
- Карані і крона: Фальклор і літаратура. 2-е, дапрац. выд. Мн., 2002 (1-е выд.: 1991)
- Кузьма Чорны: Эвалюцыя мастацкага мыслення. 2-е, дапрац. выд. Мн., 2004 (1-е выд.: 1973).
- Беларуская літаратура і свет: Папулярныя нарысы (з Л. Баршчэўскім і П. Васючэнкам). Мн., 2006
- Літаратура пераходнага перыяду: Тэарэт. асновы гіст.-літ. працэсу [у суаўтарстве; навуковае рэдагаванне ўсяго тэксту]. Мн., 2007
- Чалавечае вымярэнне ў сучаснай беларускай літаратуры [у суаўтарстве; навуковае рэдагаванне ўсяго тэксту]. Мн., 2010
- Міждысцыплінарныя даследаванні актуальных праблем тэорыі літаратуры [у суаўтарстве; навуковае рэдагаванне ўсяго тэксту]. Мн., 2011
- Вялікія і Малыя Тычыны: легенды і рэальнасць: [зборнік літаратурна-дакументальных матэрыялаў пра беларускі і ўкраінскі род Тычынаў]. Мн., 2011
- Янка Купала і Якуб Колас: учора і сёння. Мн., 2012
- Філасофія літаратуры. Беларускі варыянт. Мн., 2014
- Словы ў часе: Літаратура ад рамантызму да сімвалізму і нашаніўскага адраджэння. (З Л. Баршчэўскім і П. Васючэнкам), 2014
- Народ і вайна. Мн., 2015
- Словы ў часе і прасторы: Літаратура апошняга стагоддзя. (З Л. Баршчэўскім і П. Васючэнкам), 2015.

## Награды
- Литературная премия им. В. Колесника (2000)[7],
- премия президентов академий наук Украины, Беларуси и Молдовы (2004)[7].